# Рудники (заказник)
Ру́дники — загальнозоологічний заказник місцевого значення в Україні. Розташований між селами Рудники і Боків Тернопільського району Тернопільської області, у кв. 53, 54, 106—112 Литвинівського лісництва Бережанського державного лісомисливського господарства, у межах лісового урочища «Рудники».
Площа — 418 га. Створений відповідно до рішення виконкому Тернопільської обласної ради № 198 від 30 червня 1986 року. Перебуває у віданні Тернопільського обласного управління лісового господарства. Рішенням Тернопільської обласної ради № 15 від 22 липня 1998 року мисливські угіддя надані в користування Бережанському державному лісомисливському господарству як постійно діюча ділянка з охорони, збереження та відтворення мисливської фауни.
Під охороною — численна мисливська фауна.
До складу території заказника «Рудники» входить ботанічна пам'ятка природи місцевого значення «Рудницька бучина».